# Espenhain
Espenhain este o comună din landul Saxonia, Germania.